# Vaxis - Act I: The Unheavenly Creatures
Vaxis - Act I: The Unheavenly Creatures è il nono album in studio del gruppo musicale statunitense Coheed and Cambria, pubblicato il 5 ottobre 2018 dalla Roadrunner Records.

## Tracce
Testi e musiche di Claudio Sanchez, eccetto dove indicato.
1. Prologue – 2:07
2. The Dark Sentencer – 7:44
3. Unheavenly Creatures – 4:14
4. Toys – 6:27
5. Black Sunday – 4:46
6. Queen of the Dark – 5:51
7. True Ugly – 5:25
8. Love Protocol – 4:29
9. The Pavilion (A Long Way Back) – 5:11
10. Night-Time Walkers – 5:09 (Claudio Sanchez, Travis Stever)
11. The Gutter – 5:49
12. All on Fire – 5:40
13. It Walks Among Us – 5:29
14. Old Flames – 5:50
15. Lucky Stars – 5:08

## Formazione
- Claudio Sanchez – voce, chitarra, pianoforte, tastiera
- Travis Stever – chitarra, voce
- Zach Cooper – basso, voce
- Josh Eppard – batteria, percussioni, voce